# Forges-les-Bains
Forges-les-Bains  [fɔʁʒ lɛ bɛ̃] je francouzská obec v departementu Essonne v regionu Île-de-France.

## Poloha
Obec Forges-les-Bains se nachází asi 31 km jihozápadně od Paříže. Obklopují ji obce Limours od severozápadu na severovýchod, Briis-sous-Forges na východě, Vaugrigneuse na jihovýchodě, Angervilliers na jihu a na jihozápadě a Bonnelles na západě.

## Pamětihodnosti
- Zámek ze 17. a 18. století chráněný jako historická památka
- Kostel Nanebevzetí Panny Marie

## Vývoj počtu obyvatel
Počet obyvatel